# Jagdgeschwader 112
112-та винищувальна ескадра (нім. Jagdgeschwader 112 (JG 112)) — винищувальна ескадра Люфтваффе за часів Другої світової війни. 15 жовтня 1944 року переформована на II-гу авіагрупу JG101 (II./JG101).

## Історія
112-та винищувальна ескадра заснована 15 липня 1944 року на аеродромі поблизу міста Ландау як навчальний авіаційний підрозділ. Оснащувалася винищувачами Messerschmitt Bf 109 та навчально-тренувальними літаками Ar 96. 15 жовтня 1944 року переформована на II-гу авіагрупу JG101 (II./JG101).

## Командування

### Командири
- гауптман Вальдемар Вюбке (нім. Waldemar Wübke) (15 липня — 15 жовтня 1944).

## Бойовий склад 112-ї винищувальної ескадри
- Штаб (Stab/JG112)
- 1-ша ескадрилья (1./JG112)
- 2-га ескадрилья (2./JG112)
- 3-тя ескадрилья (3./JG112)